# Nardò
Nardò is een Italiaanse stad in de regio Apulië, in de provincie Lecce, op enkele kilometers van de Golf van Taranto. Al vele duizenden jaren is deze plaats in de Salento door mensen bevolkt. Gedurende de Griekse periode heette de stad Nerìton, de Romeinen herdoopten de stad Neritum.
De meeste monumenten in het huidige centrum van de stad dateren uit de achttiende eeuw. Na de verwoestende aardbeving van 1743 zijn veel bouwwerken in de barokstijl herbouwd. Midden op het Piazza Salandra, het hart van de stad, staat de bijzondere zuil Guglia dell'Immaculata. Aan ditzelfde plein staat ook de oosters uitziende Palazzo della Prefettura met zijn loggia. De voorkant van de kerk San Domenico is versierd met beelden.
De volgende frazioni maken deel uit van de gemeente: Roccacannuccia, Villaggio Resta.

## Geboren
- Fabrizio Miccoli (1979), voetballer

## Foto's

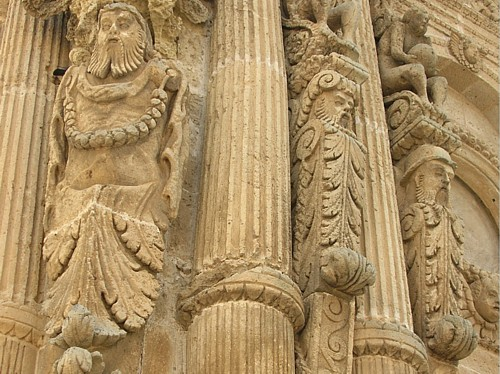
San Domenico
Piazza Salandra